# Doppeltproportionales Zuteilungsverfahren
Der doppelte Pukelsheim (auch Doppelproporz, bi- oder doppeltproportionales Zuteilungsverfahren oder doppeltproportionale Divisormethode mit Standardrundung genannt) ist eine Methode für die Sitzverteilung bei Verhältniswahlen in zwei Stufen. Das Verfahren wird in mehreren Schweizer Kantonen und der Stadt Zürich angewendet mit dem Ziel, ein Wahlergebnis nicht nur auf die Stärke der Parteien, sondern auch auf die Wahlkreise (zum Beispiel Bezirke) zu verteilen.

## Geschichte

### Hintergrund
In der Schweiz orientieren sich die Wahlkreise auf kantonaler Ebene an den Bezirksgrenzen, während bei den Gemeinderatswahlen in der Stadt Zürich die Stadtquartiere als Wahlkreise dienen. Diese Einteilungen führen zu stark unterschiedlichen Einwohnerzahlen und damit auch zu einer ungleichen Anzahl an zu vergebenden Mandaten. Im Kanton Zürich etwa reicht die Anzahl der Mandate von vier Sitzen im Bezirk Andelfingen bis zu sechzehn in den Bezirken Horgen, Uster und Bülach. Auch in der Stadt Zürich waren vor der Reform der Wahlkreise Mandate ungleich verteilt, von nur zwei Sitzen im kleinsten Wahlkreis bis zu neunzehn Sitzen im größten Wahlkreis.
Das zuvor verwendete Sitzzuteilungsverfahren nach Hagenbach-Bischoff betrachtete jeden Wahlkreis isoliert. Parteistimmen in einem Wahlkreis hatten keinen Einfluss auf die Sitzzuteilung in einem anderen Wahlkreis. Dies benachteiligte kleine Parteien, insbesondere in kleinen Wahlkreisen, wo sie trotz erheblicher Stimmenanteile oft keinen Sitz erhielten. In Wahlkreisen mit nur zwei zu vergebenden Sitzen konnte eine Partei mit knapp unter einem Drittel der Stimmen leer ausgehen, während größere Parteien beide Sitze erhielten. Das führte dazu, dass in kleinen Wahlkreisen große Parteien nahezu garantierte Sitze hatten und Wähler teilweise strategisch für größere Parteien stimmten, um ihre Stimme nicht zu „verschenken“.

### Einführung in der Stadt Zürich
Nach der Gemeinderatswahl in der Stadt Zürich im März 2002 reichte die Grüne Partei aufgrund dieser Nachteile eine Stimmrechtsbeschwerde ein. Das Bundesgericht gab der Beschwerde teilweise statt und erklärte das bisherige Wahlverfahren als verfassungswidrig. Der Kanton Zürich war daraufhin gezwungen, ein neues Wahlverfahren zu entwickeln, das die Benachteiligung kleiner Parteien beseitigen und die Anzahl „gewichtsloser“ Stimmen minimieren sollte.
Zur Diskussion standen die Zusammenlegung von Wahlkreisen oder die Bildung von Wahlkreisverbänden, wie sie in den Kantonen Bern und Basel-Landschaft bereits eingeführt worden waren. Bei Wahlkreisverbänden werden mehrere Wahlkreise rechnerisch zusammengefasst, wodurch die Sitze zunächst auf Verbandsebene berechnet und anschließend auf die Wahlkreise verteilt werden. Diese Methode verbessert zwar die Chancen kleiner Parteien, wurde jedoch als intransparent kritisiert. Die Zusammenlegung von Wahlkreisen hätte zudem größere geografische Einheiten geschaffen, was den Wahlkampf erschwert und die regionale Verankerung der Kandidaten geschwächt hätte.
Vor diesem Hintergrund wurde der Mathematiker Friedrich Pukelsheim beauftragt, ein neues Verfahren zu entwickeln, das die bisherigen Wahlkreise beibehält und gleichzeitig eine gerechtere Sitzverteilung ermöglicht. Das Ergebnis war die doppeltproportionale Divisormethode, die „doppelte“ Proportionalität gewährleistet: Zum einen verteilt sie die Sitze anteilsmäßig zu den Stimmenanteilen der Parteien, zum anderen werden die Sitze anteilsmäßig zur Bevölkerungsgröße der Wahlkreise vergeben. Dadurch wird sichergestellt, dass sowohl die Parteien als auch die Regionen (oder Stadtquartiere) fair im Parlament vertreten sind. Ursprünglich fusst die Methode auf Arbeiten von Michel Balinski und Peyton Young. Das Verfahren trug bei der Debatte in Zürich die amtliche Bezeichnung Neues Zürcher Zuteilungsverfahren. Umgangssprachlich und mittlerweile auch amtlich hat sich doppelter Pukelsheim durchgesetzt, eine Wortschöpfung des früheren Zürcher Innen- und Justizdirektors Markus Notter.
Der doppelte Pukelsheim ermöglicht so eine gerechtere Verteilung der Sitze und verringert den Anreiz zu taktischem Wählen. Da die Sitze nun proportional zu den Gesamtstimmen einer Partei über alle Wahlkreise hinweg verteilt werden, haben auch kleine Parteien bessere Chancen auf Mandate.

## Verbreitung
Das doppeltproportionale Zuteilungsverfahren wird in mehreren Kantonen und Städten der Schweiz angewandt. Seit 2006 wird die Wahl des Kantonsrates des Kantons Zürich sowie des Gemeinderats der Stadt Zürich nach diesem Verfahren praktiziert. Am 24. Februar 2008 führten auch die Schweizer Kantone Aargau und Schaffhausen per Volksabstimmung ein entsprechendes Wahlsystem ein. Am 22. September 2013 sagte das Stimmvolk in den Kantonen Nidwalden und Zug, am 8. März 2015 im Kanton Schwyz, am 14. Dezember 2017 im Kanton Wallis, am 19. Mai 2019 im Kanton Uri, am 13. Juni 2021 im Kanton Graubünden und am 9. Februar 2025 im Kanton Basel-Landschaft Ja zum Doppelproporz.

## Verteilverfahren
Das Verfahren ist in eine Oberzuteilung und eine Unterzuteilung gegliedert.

### Oberzuteilung
Bei der Oberzuteilung werden die abgegebenen Stimmen zunächst auf Kantonsebene betrachtet und die Sitze gemäss der Anzahl erhaltener Stimmen je an die beteiligten Listen (Parteien) vergeben. Da beim in der Schweiz üblichen Verfahren die Wähler so viele Stimmen abgeben können, wie es Sitze in ihrem Wahlkreis zu vergeben gibt, müssen die abgegebenen Stimmen zunächst durch die Anzahl zu vergebender Mandate im Wahlkreis geteilt werden, damit sie kantonsweit vergleichbar sind. Während ein Wähler im Bezirk Meilen beispielsweise dreizehn Kandidaten seine Stimme geben kann, hat ein Wähler im Bezirk Andelfingen nur vier Stimmen zur Verfügung. Damit die Stimmen vergleichbar sind, werden die Stimmen in Andelfingen durch vier geteilt, in Meilen dagegen durch dreizehn und sind danach gleich gewichtet.
Auf dieser Basis werden die Stimmen der einzelnen Listen kantonsweit zusammengezählt. Anschliessend werden die Sitze nach dem Sainte-Laguë/Schepers-Verfahren verteilt. Dieses minimiert den sogenannten Erfolgswertunterschied zwischen den einzelnen Listen, das heisst, der Quotient der abgegebenen Stimmen geteilt durch die Anzahl erhaltener Mandate ist bei allen Parteien möglichst gleich hoch. Die Benachteiligung der kleinen Parteien ist damit aufgehoben.

### Unterzuteilung
In der Oberzuteilung wurden die Sitze an die verschiedenen Parteien vergeben. Bei der Unterzuteilung muss nun noch festgelegt werden, in welchen Wahlkreisen diese Sitze realisiert werden. Das dabei zur Anwendung kommende Verfahren muss einerseits garantieren, dass jeder Wahlkreis so viele Sitze erhält, wie ihm zustehen; andererseits auch, dass jede Partei so viele Sitze erhält, wie ihr in der Oberzuteilung zugesprochen wurden.
Dabei wird ein iterativer Algorithmus angewandt, welcher am besten von einem Computer ausgeführt wird. Das Endergebnis dieses Algorithmus lässt sich danach jedoch leicht mit einem Taschenrechner auf seine Richtigkeit überprüfen. Zunächst wird eine Tabelle aus Wahlkreisen und Parteien gebildet, wobei jeder Tabelleneintrag die Wählerzahl der jeweiligen Partei im entsprechenden Wahlkreis darstellt:
|                          | Wahlkreis A (4 Sitze) | Wahlkreis B (5 Sitze) | Wahlkreis C (6 Sitze) |                      |
| Listengruppe 1 (4 Sitze) | 5100                  | 9800                  | 4500                  |                      |
| Listengruppe 2 (5 Sitze) | 6000                  | 10000                 | 12000                 |                      |
| Listengruppe 3 (6 Sitze) | 6300                  | 10200                 | 14400                 |                      |
| Schritt 1                | Wahlkreis A (4 Sitze) | Wahlkreis B (5 Sitze) | Wahlkreis C (6 Sitze) |                      |
| Listengruppe 1 (4 Sitze) | 1.25 => 1             | 1.48 => 1             | 0.87 => 1             |                      |
| Listengruppe 2 (5 Sitze) | 1.47 => 1             | 1.51 => 2             | 2.33 => 2             |                      |
| Listengruppe 3 (6 Sitze) | 1.54 => 2             | 1.54 => 2             | 2.80 => 3             |                      |
| Wahlkreisdivisor         | 4090                  | 6635                  | 5150                  |                      |
| Schritt 2                | Wahlkreis A (4 Sitze) | Wahlkreis B (5 Sitze) | Wahlkreis C (6 Sitze) | Listengruppendivisor |
| Listengruppe 1 (4 Sitze) | 1.39 => 1             | 1.64 => 2             | 0.97 => 1             | 0.9                  |
| Listengruppe 2 (5 Sitze) | 1.47 => 1             | 1.51 => 2             | 2.33 => 2             | 1                    |
| Listengruppe 3 (6 Sitze) | 1.50 => 2             | 1.50 => 1             | 2.73 => 3             | 1.025                |
|                          |                       |                       |                       |                      |

Im ersten Schritt wird zunächst in jedem Wahlkreis ein geeigneter Wahlkreisdivisor gesucht. Dieser muss die Eigenschaft haben, dass er die Zahlen in seiner Spalte so teilt, dass, wenn sie zur nächsten ganzen Zahl gerundet werden (ab .5 aufwärts, sonst abwärts), die Summe der Spalteneinträge genau der Anzahl im Wahlkreis zu vergebenden Sitze ergibt.
Im nächsten Schritt wird nun zeilenweise vorgegangen. Dabei wird für jede Zeile ein geeigneter Listengruppendivisor gesucht. Dieser soll die im ersten Schritt berechneten (nicht gerundeten) Zahlen so teilen, dass die Summe der Zeileneinträge (gerundet zur ganzen Zahl) dabei genau der Anzahl der der entsprechenden Listengruppe (Partei) zugesprochenen Sitze entspricht.
Im gezeigten Beispiel sind nach dem zweiten Schritt bereits die Gesamtsitze der einzelnen Listengruppen als auch jene der Wahlkreise erfüllt. Ist dies nicht der Fall, so werden nun die beiden Schritte abwechselnd wiederholt:
Der dritte Schritt geht danach wieder spaltenweise vor. Die Wahlkreisdivisoren werden wo nötig angepasst wie im ersten Schritt, im vierten Schritt geht man dann wieder zeilenweise vor wie im zweiten Schritt usw. Es ist mathematisch garantiert, dass dieses Verfahren terminiert, d. h. irgendwann geeignete Wahlkreis- und Listengruppendivisoren findet, bei welchen sowohl die Summe der gerundeten Tabelleneinträge zeilenweise der auf die entsprechende Partei entfallenden Sitze entspricht als auch die Summe der Spalteneinträge der im entsprechenden Wahlkreis zu vergebenden Sitze. Sobald dies geschehen ist, lässt sich aus der Tabelle ablesen, wie viele Sitze einer Partei in welchem Wahlkreis zustehen.
Ein geeignetes Verfahren, um in jedem Arbeitsschritt einen geeigneten Divisor zu finden, ist die Bisektion.

## Vor- und Nachteile
Der grosse Vorteil des Verfahrens ist, dass es gleichzeitig eine regional proportionale Vertretung im Parlament und die proportionale Verteilung der Sitze auf die Parteien garantieren kann. Die Unterschiede im Quotienten ‹erhaltene Stimmen geteilt durch Anzahl Mandate› zwischen den Listengruppen sind dabei so klein wie möglich, die Benachteiligung der kleinen Parteien ist somit trotz Beibehaltung der Wahlkreise aufgehoben. Dies betrifft die Oberzuteilung auf Wahlgebietsebene: Da hier die gesamte Sitzzahl des Parlaments auf die politischen Parteien verteilt wird, kann eine sehr hohe Abbildungsgenauigkeit erreicht werden.   
Der Nachteil des Verfahrens ist dagegen, dass innerhalb eines Wahlkreises die Parteipräferenzen nicht mehr genau auf die Mandatsverteilung im Wahlkreis abgebildet werden. Dies lässt sich leicht aus der im vorangehenden Abschnitt gezeigten Tabelle sehen: Im Wahlkreis B erhält die Listengruppe 2 mit der Wählerzahl von 10000 zwei Sitze, die Listengruppe 3 mit einer höheren Wählerzahl von 10200 aber nur einen Sitz. Genau proportional innerhalb der Wahlkreise wäre die Verteilung gerade dann, wenn die Listengruppendivisoren überall 1 wären, was aber in der Regel natürlich nicht möglich ist. So kann eine Partei innerhalb eines Wahlkreises einen Sitz gewinnen, obschon eine andere Partei dort mehr Stimmen gemacht hat (so bei den Zürcher Kantonsratswahlen 2007 im Bezirk Uster: Hier erhielt die FDP mit einem Wähleranteil von 14,6 Prozent 3 Sitze zugeteilt, während die SP mit einem Wähleranteil von 17,3 Prozent nur 2 Sitze erhielt). Dies wird allerdings über das ganze Wahlgebiet hinweg gesehen wieder ausgeglichen.